# Aix-en-Ergny
Pour les articles homonymes, voir Aix.
Ne pas confondre avec Aix-en-Issart ou Aix-Noulette dans le même département.
Aix-en-Ergny est une commune française située dans le département du Pas-de-Calais en région Hauts-de-France. Ses habitants sont appelés les Aixois.
La commune fait partie de la communauté de communes du Haut Pays du Montreuillois qui regroupe 49 communes et compte 15 703 habitants en 2021.

## Géographie

### Localisation
Le territoire de la commune est limitrophe de ceux de cinq communes.
Les communes limitrophes sont Campagne-lès-Boulonnais, Rumilly, Thiembronne, Ergny et Herly.

### Géologie et relief
La superficie de la commune est de 4,83 km2 ; son altitude varie de 97  à   167 mètres.

### Hydrographie
Le territoire de la commune est situé dans le bassin Artois-Picardie.
La commune est traversée par le fleuve l'Aa, un cours d'eau naturel de 56 km, qui prend sa source dans la commune de Bourthes et se jette dans le canal de Neufossé au niveau de la commune de Saint-Omer et par le Bout des Rues.

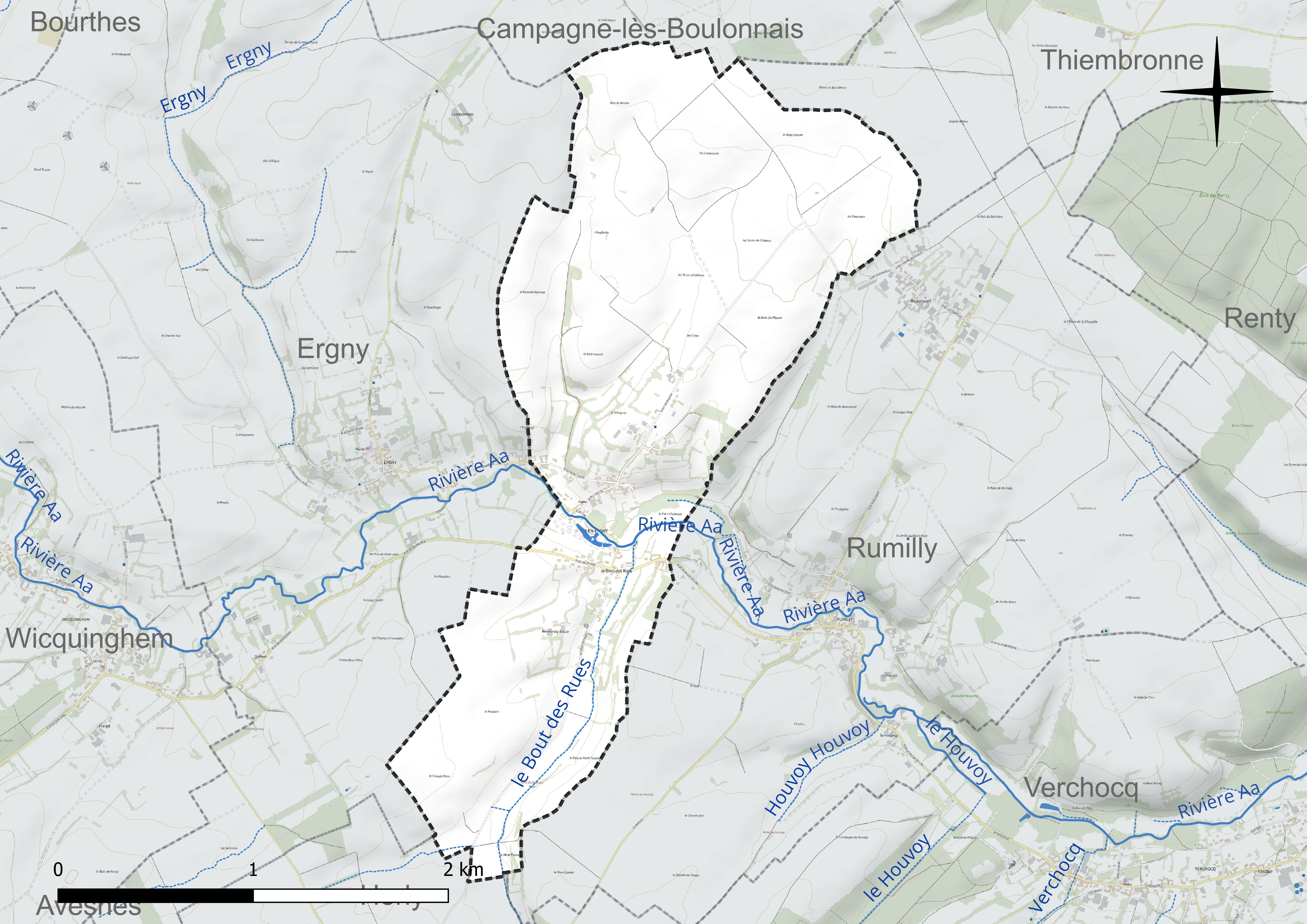
Réseau hydrographique d'Aix-en-Ergny.

### Climat
Pour des articles plus généraux, voir Climat des Hauts-de-France et Climat du Pas-de-Calais.
En 2010, le climat de la commune est de type climat océanique franc, selon une étude du CNRS s'appuyant sur une série de données couvrant la période 1971-2000. En 2020, Météo-France publie une typologie des climats de la France métropolitaine dans laquelle la commune est exposée à un climat océanique et est dans la région climatique Côtes de la Manche orientale, caractérisée par un faible ensoleillement (1 550 h/an) ; forte humidité de l’air (plus de 20 h/jour avec humidité relative > 80 % en hiver), vents forts fréquents.
Pour la période 1971-2000, la température annuelle moyenne est de 10,1 °C, avec une amplitude thermique annuelle de 13,2 °C. Le cumul annuel moyen de précipitations est de 891 mm, avec 13 jours de précipitations en janvier et 8,6 jours en juillet. Pour la période 1991-2020, la température moyenne annuelle observée sur la station météorologique la plus proche, située sur la commune de Radinghem à 9 km à vol d'oiseau, est de 10,5 °C et le cumul annuel moyen de précipitations est de 1 038,1 mm,. Pour l'avenir, les paramètres climatiques de la commune estimés pour 2050 selon différents scénarios d'émission de gaz à effet de serre sont consultables sur un site dédié publié par Météo-France en novembre 2022.

### Paysages
Pour un article plus général, voir Paysage en France.
La commune s'inscrit dans les « paysages des hauts plateaux artésiens » tels qu’ils sont définis dans l’atlas de paysages de la région Nord-Pas-de-Calais, conçu par la direction régionale de l'Environnement, de l'Aménagement et du Logement (DREAL),.
Ces « paysages des hauts plateaux artésiens », qui concernent 77 communes du Pas-de-Calais, se situent à l'extrémité ouest des collines de l'Artois qui traversent le Pas-de-Calais d'Arras au Boulonnais. L'altitude de ces paysages dépassent les 180 mètres. Ces dimensions sont modestes, d'une quinzaine de kilomètres du sud-est au nord-ouest et d'une vingtaine de kilomètres dans sa dimension la plus grande.
Ces « paysages des hauts plateaux artésiens », appelés aussi « Haut Artois », se caractérisent par trois ensembles écopaysagers : 
- l'ensemble mésophile ouvert du plateau artésien calcaire ;
- l'ensemble alluvial des fonds de vallée de la Lys et de l'Aa ;
- l'ensemble calcicole des versants calcaires des vallées[12].

Le « Haut Artois » dispose d'une importante densité de corridors biologiques bien 
interconnectés.
Dans le « Haut Artois », pas de villes, c'est une des rares terres rurales de la région, les communes les plus importantes sont, du nord au sud, Lumbres, Fauquembergues et Fruges. Le « Haut Artois », drainé par l'Aa et la Lys, constitue le sommet de l'anticlinal artésien, paysage ventée, froid et aux précipitations importantes qui en font le château d'eau régional.
Leș cultures représentent environ 60 % des sols, les prairies entre 26 et 27 %, les bois de 5 à 8 % et les villages et bourgs de 5 à 8 %, l'industrie y est peu présente.

### Milieux naturels et biodiversité

#### Zones naturelles d'intérêt écologique, faunistique et floristique
L’inventaire des zones naturelles d'intérêt écologique, faunistique et floristique (ZNIEFF) a pour objectif de réaliser une couverture des zones les plus intéressantes sur le plan écologique, essentiellement dans la perspective d’améliorer la connaissance du patrimoine naturel national et de fournir aux différents décideurs un outil d’aide à la prise en compte de l’environnement dans l’aménagement du territoire.
Le territoire communal comprend une ZNIEFF de type 1 : la haute Aa et ses végétations alluviales entre Remilly-Wirquin et Wicquinghem, d’une superficie de 564 hectares et d'une altitude variant de 40 à 118 mètres.
et une ZNIEFF de type 2 : la haute vallée de l’Aa et ses versants en amont de Remilly-Wirquin. La haute vallée de l’Aa se rattache à l’entité paysagère des hauts plateaux artésiens, elle intègre la source de ce fleuve côtier situé à Bourthes et les premiers kilomètres de ce cours d’eau qui trace un sillon profond dans les collines de l'Artois.

Carte des ZNIEFF de type 1 et 2 sur la commune
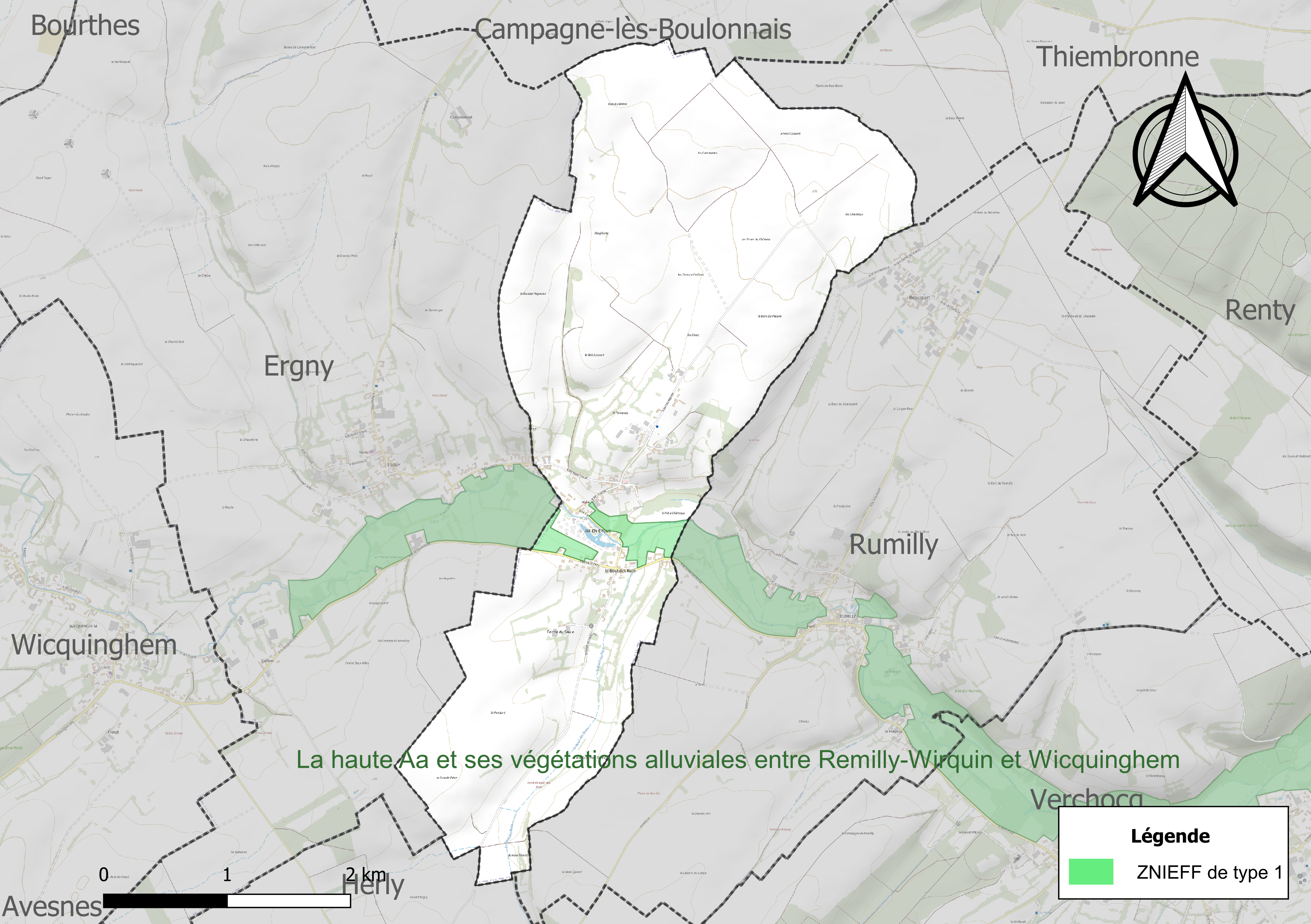
Carte de la ZNIEFF de type 1 sur la commune.
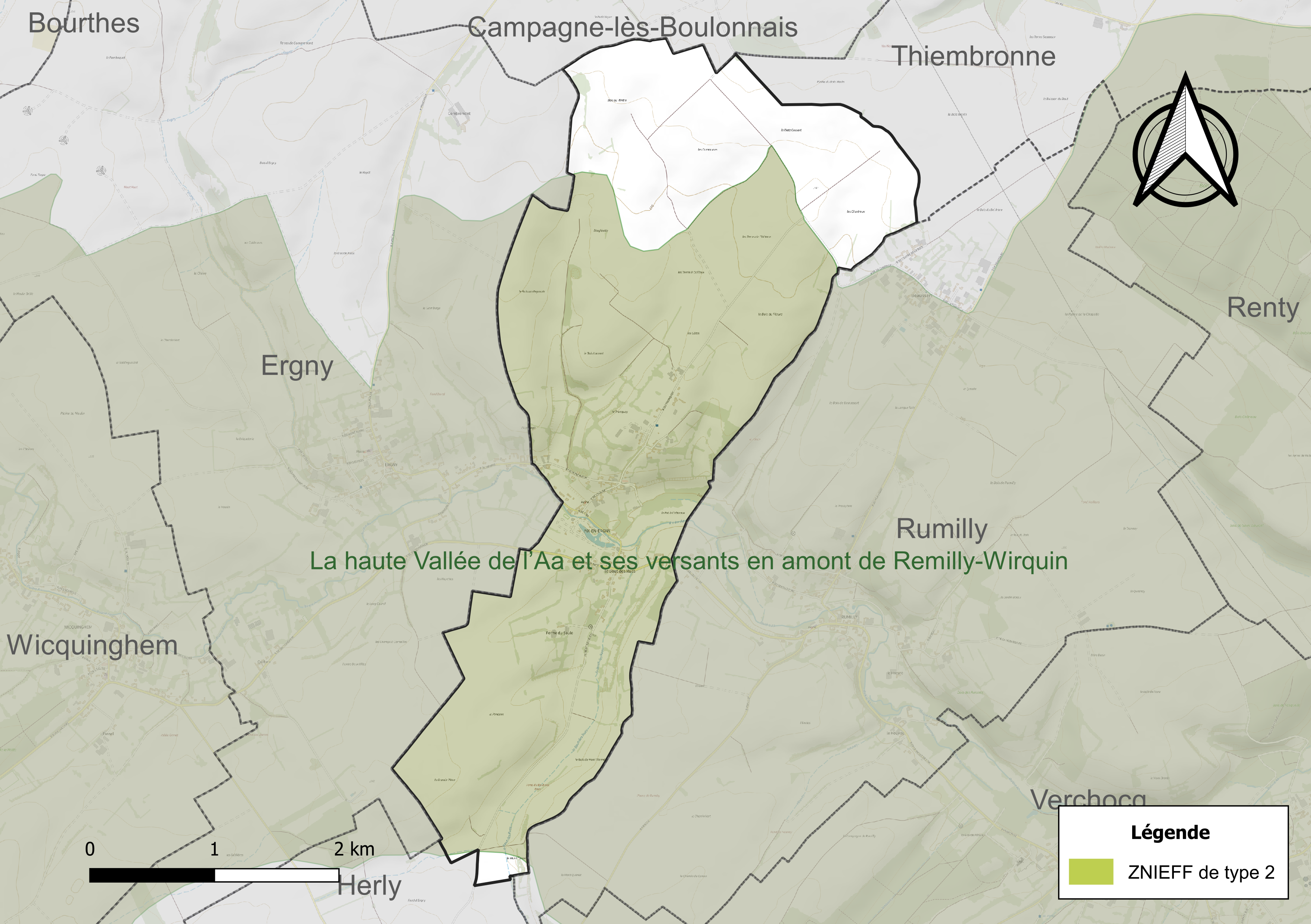
Carte de la ZNIEFF de type 2 sur la commune.

## Urbanisme

### Typologie
Au 1er janvier 2024, Aix-en-Ergny est catégorisée commune rurale à habitat dispersé, selon la nouvelle grille communale de densité à sept niveaux définie par l'Insee en 2022.
Elle est située hors unité urbaine et hors attraction des villes,.

### Occupation des sols
L'occupation des sols de la commune, telle qu'elle ressort de la base de données européenne d’occupation biophysique des sols Corine Land Cover (CLC), est marquée par l'importance des territoires agricoles (97,2 % en 2018), une proportion identique à celle de 1990 (97,2 %). La répartition détaillée en 2018 est la suivante : 
terres arables (71,3 %), prairies (25,9 %), zones urbanisées (2,8 %). L'évolution de l’occupation des sols de la commune et de ses infrastructures peut être observée sur les différentes représentations cartographiques du territoire : la carte de Cassini (XVIIIe siècle), la carte d'état-major (1820-1866) et les cartes ou photos aériennes de l'IGN pour la période actuelle (1950 à aujourd'hui).

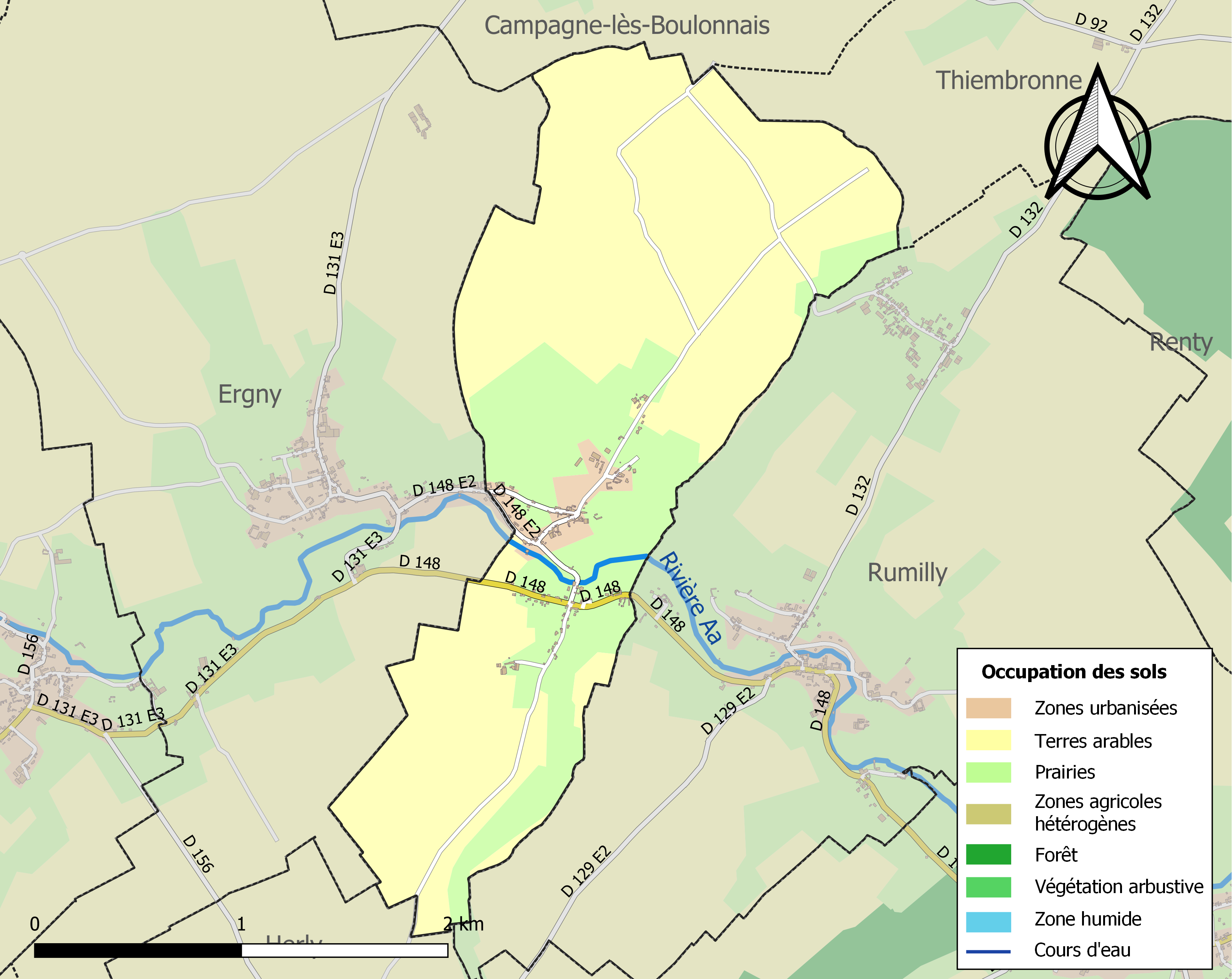
Carte des infrastructures et de l'occupation des sols de la commune en 2018 (CLC).

### Voies de communication et transports

#### Transport ferroviaire
La commune était située sur la ligne de chemin de fer Aire-sur-la-Lys - Berck-Plage, une ancienne ligne de chemin de fer qui reliait dans le département du Pas de Calais, entre 1893 et 1955, Aire-sur-la-Lys à Berck.

### Risques naturels et technologiques

#### Risque inondation
À la suite du passage des tempêtes Ciarán, Domingos et Elisa et des inondations et coulées de boue qui se sont produites, la commune est reconnue, par arrêté du 14 novembre 2023, en état de catastrophe naturelle pour inondations et coulées de boue sur la période du 2 au 12 novembre 2023, comme 179 autres communes du département.

## Toponymie
Le nom de la localité est attesté sous les formes Aqua (1200), Ays (1476), Aez (1515), Exs (1557), Aix-Dergny (1772), Aix-l’Évêque (XVIIIe siècle), Aix-Bolognois (1773), Aix-en-Ergny (1793).
Sous l'Ancien Régime, dans le registre de baptêmes, mariages et sépultures des archives départementales, il est fait usage indifféremment des noms d'Aix, d'Aix-en-Ergny et d'Aix-en-Boulonnais pour désigner la paroisse. La première page dudit registre utilise, pour l'année 1709, le nom d'Aix-en-Ergny.
Ultérieurement, le seul nom d'Aix-en-Ergny est utilisé.

Il semble cependant que la paroisse ait été, à une certaine période, nommée Aix-l'Évêque du fait que l'évêque de Thérouanne y percevait des droits au XIe siècle.
Aix est une formation toponymique gallo-romaine que l'on rencontre du sud au nord sur le territoire de l'ancienne Gaule, voir Aix. Elle est issue du latin aquis, forme à l'ablatif locatif pluriel du latin aqua « eau ».
Ergny est une commune voisine.

## Histoire
Jean de Renty, dit « Castelet », seigneur sur la commune actuelle d'Aix-en-Ergny, trouve la mort lors de la bataille d'Azincourt en 1415.

## Politique et administration

### Découpage territorial
La commune se trouve dans l'arrondissement de Montreuil du département du Pas-de-Calais.

#### Commune et intercommunalités
La commune est membre de la communauté de communes du Haut Pays du Montreuillois.

#### Circonscriptions administratives
La commune est rattachée au canton de Lumbres.

#### Circonscriptions électorales
Pour l'élection des députés, la commune fait partie de la quatrième circonscription du Pas-de-Calais.

### Élections municipales et communautaires

#### Liste des maires
| Période                                  | Période   | Identité                                    | Étiquette | Qualité        |
| ---------------------------------------- | --------- | ------------------------------------------- | --------- | -------------- |
| Les données manquantes sont à compléter. |           |                                             |           |                |
| mars 2001                                | mars 2008 | Édouard Lemaire                             |           |                |
| mars 2008                                | 2016      | Fabienne Gilliot                            |           | Démissionnaire |
| 2016                                     | En cours  | David Gillet Réélu pour le mandat 2020-2026 |           | Agriculteur    |

## Équipements et services publics

### Justice, sécurité, secours et défense
La commune dépend du tribunal de proximité de Montreuil, du conseil de prud'hommes de Boulogne-sur-Mer, du tribunal judiciaire de Boulogne-sur-Mer, de la cour d'appel de Douai, du tribunal de commerce de Boulogne-sur-Mer, du tribunal administratif de Lille, de la cour administrative d'appel de Douai et du tribunal pour enfants de Boulogne-sur-Mer.

## Population et société

### Démographie
Les habitants de la commune sont appelés les Aixois.

#### Évolution démographique
L'évolution du nombre d'habitants est connue à travers les recensements de la population effectués dans la commune depuis 1793. Pour les communes de moins de 10 000 habitants, une enquête de recensement portant sur toute la population est réalisée tous les cinq ans, les populations de référence des années intermédiaires étant quant à elles estimées par interpolation ou extrapolation. Pour la commune, le premier recensement exhaustif entrant dans le cadre du nouveau dispositif a été réalisé en 2004.

En 2022, la commune comptait 201 habitants, en évolution de +10,44 % par rapport à 2016 (Pas-de-Calais : −0,72 %, France hors Mayotte : +2,11 %).
| 1793 | 1800 | 1806 | 1821 | 1831 | 1836 | 1841 | 1846 | 1851 |
| ---- | ---- | ---- | ---- | ---- | ---- | ---- | ---- | ---- |
| 199  | 362  | 342  | 318  | 317  | 320  | 308  | 282  | 271  |

| 1856 | 1861 | 1866 | 1872 | 1876 | 1881 | 1886 | 1891 | 1896 |
| ---- | ---- | ---- | ---- | ---- | ---- | ---- | ---- | ---- |
| 239  | 252  | 273  | 259  | 257  | 251  | 211  | 208  | 192  |

| 1901 | 1906 | 1911 | 1921 | 1926 | 1931 | 1936 | 1946 | 1954 |
| ---- | ---- | ---- | ---- | ---- | ---- | ---- | ---- | ---- |
| 206  | 226  | 241  | 177  | 180  | 180  | 180  | 179  | 165  |

| 1962 | 1968 | 1975 | 1982 | 1990 | 1999 | 2004 | 2006 | 2009 |
| ---- | ---- | ---- | ---- | ---- | ---- | ---- | ---- | ---- |
| 145  | 159  | 147  | 128  | 120  | 104  | 122  | 133  | 174  |

| 2014 | 2019 | 2022 | - | - | - | - | - | - |
| ---- | ---- | ---- | - | - | - | - | - | - |
| 181  | 203  | 201  | - | - | - | - | - | - |

#### Pyramide des âges
La population de la commune est relativement jeune.
En 2018, le taux de personnes d'un âge inférieur à 30 ans s'élève à 37,9 %, soit au-dessus de la moyenne départementale (36,7 %). À l'inverse, le taux de personnes d'âge supérieur à 60 ans est de 23,7 % la même année, alors qu'il est de 24,9 % au niveau départemental.
En 2018, la commune comptait 105 hommes pour 91 femmes, soit un taux de 53,57 % d'hommes, largement supérieur au taux départemental (48,5 %).
Les pyramides des âges de la commune et du département s'établissent comme suit.
| Hommes | Classe d’âge | Femmes |
| ------ | ------------ | ------ |
| 0,0    | 90 ou +      | 0,0    |
| 6,4    | 75-89 ans    | 8,5    |
| 14,7   | 60-74 ans    | 18,1   |
| 22,0   | 45-59 ans    | 12,8   |
| 16,5   | 30-44 ans    | 25,5   |
| 22,0   | 15-29 ans    | 16,0   |
| 18,3   | 0-14 ans     | 19,1   |

| Hommes | Classe d’âge | Femmes |
| ------ | ------------ | ------ |
| 0,5    | 90 ou +      | 1,6    |
| 5,6    | 75-89 ans    | 8,9    |
| 16,7   | 60-74 ans    | 18,1   |
| 20,2   | 45-59 ans    | 19,2   |
| 18,9   | 30-44 ans    | 18,1   |
| 18,2   | 15-29 ans    | 16,2   |
| 19,9   | 0-14 ans     | 17,9   |

## Économie

### Revenus de la population et fiscalité
En 2019, dans la commune, il y a 66 ménages fiscaux qui comprennent 170 personnes pour un revenu médian disponible par unité de consommation de 16 990 euros, soit inférieur au revenu de la France métropolitaine qui est de 21 930 euros,.

## Culture locale et patrimoine

### Lieux et monuments

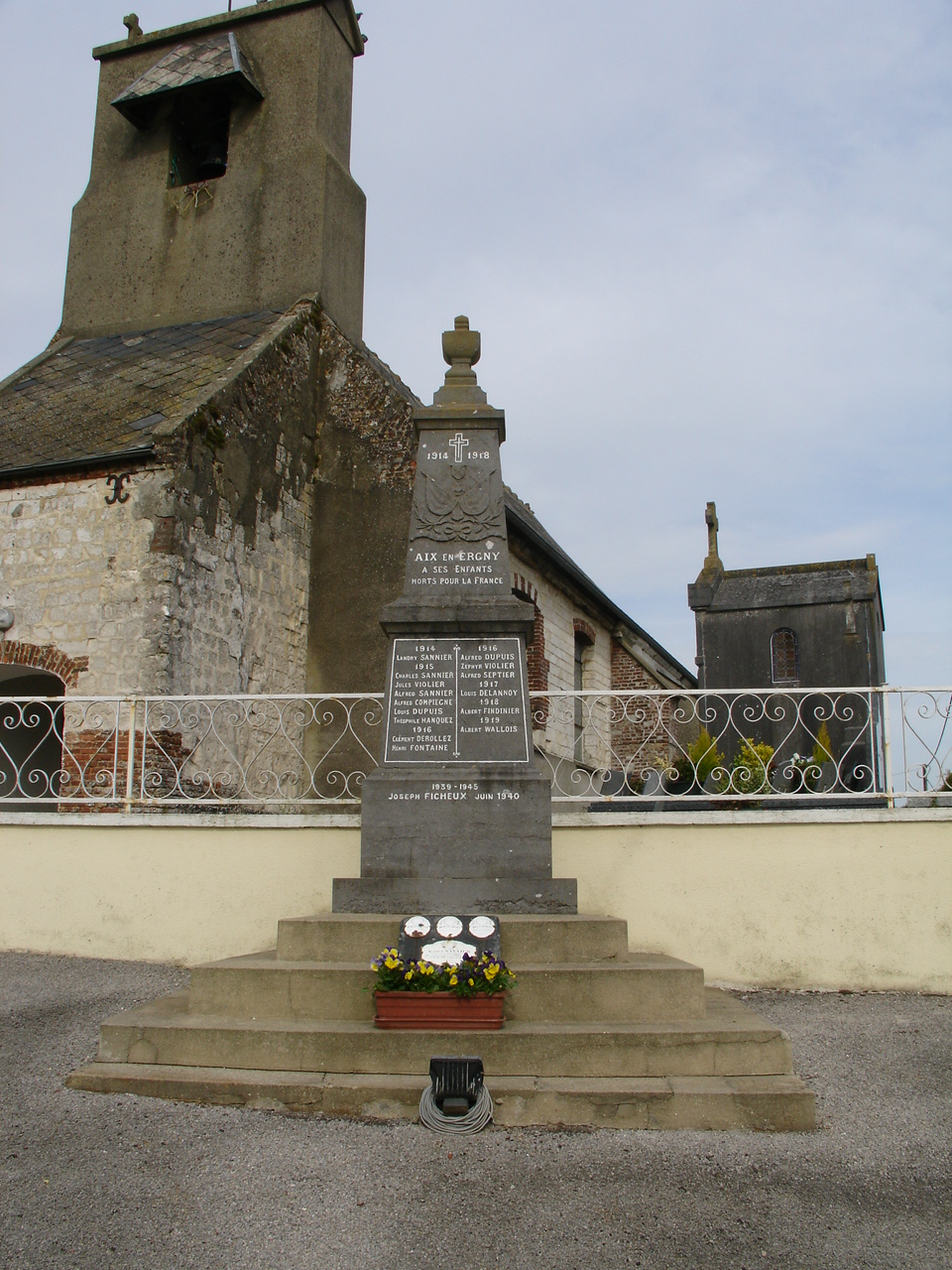
Le monument aux morts devant l'église.

- L'église Saint-Léger.
- Le monument aux morts[37].

### Héraldique
| Blason de Aix-en-Ergny | Blason  | Parti: au 1er coupé au I d'argent fretté de sable, au II d'argent plain, au 2e d'azur au lion d'or surmonté de deux merlettes du même rangées en fasce. |
| Blason de Aix-en-Ergny | Détails | Inspiré d'un blason retrouvé sur une pierre sculptée qui « reproduisait » les armes de la famille d'Estrées, qui donna les seigneurs du village du XVIe au XVIIIe siècle, et qui portait « d'argent, fretté de sable, au chef d'or chargé de trois merlettes de sable ». Le lion présent sur le blason de la commune est repris des grandes armes de cette même famille. Adopté par la municipalité le 13 octobre 1995. |

## Pour approfondir

#### Bases de données, dictionnaires et encyclopédies
- Ressources relatives à la géographie :   - Insee (communes)
  - Ldh/EHESS/Cassini
- Ressource relative à plusieurs domaines :   - Annuaire du service public français
- Notices d'autorité :   - BnF (données)